# Ioannis Kapodistrias

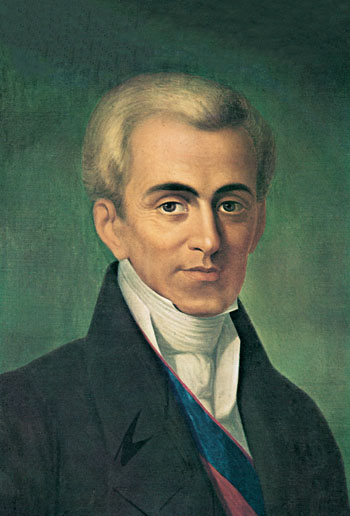
Ioannis Kapodistrias

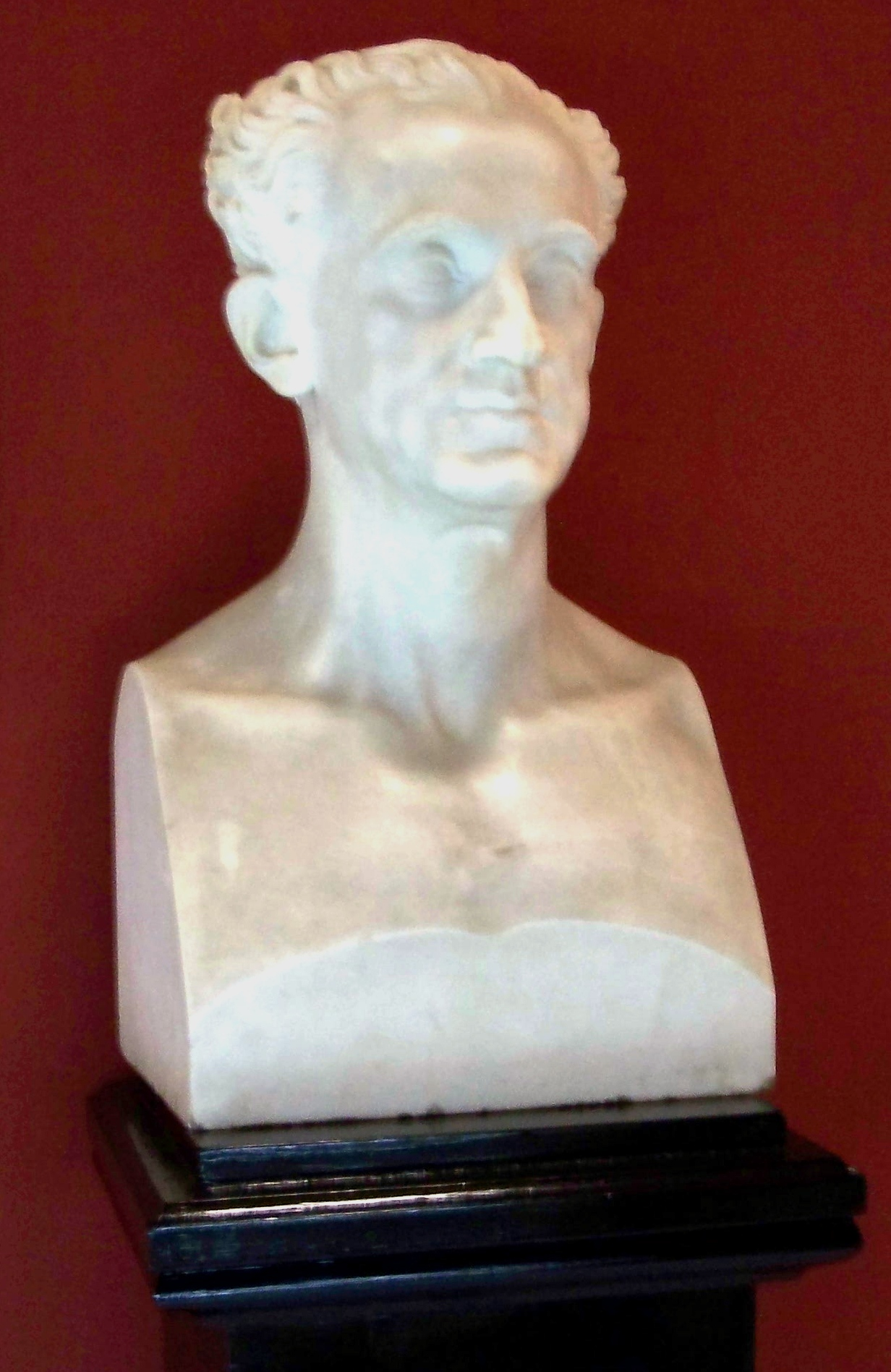
Büste von Ioannis Kapodistrias im Nationalhistorischen Museum in Athen

Ioannis Antonios Graf Kapodistrias (griechisch Ιωάννης Καποδίστριας, * 31. Januarjul. / 11. Februar 1776greg. auf Korfu; † 27. Septemberjul. / 9. Oktober 1831greg. in Nafplion) war das erste Staatsoberhaupt Griechenlands nach dessen Unabhängigkeit vom Osmanischen Reich.

## Jugend und erste griechische Karriere
Ioannis Antonios Graf Kapodistrias (nach dem Ort Capo d’Istria, aus dem seine Familie vermutlich im 14. Jahrhundert nach Korfu eingewandert war) studierte in Padua und Venedig Philosophie und Medizin. Nach der Rückkehr in seine Heimat, wo inzwischen 1797 die Illyrischen Provinzen unter Frankreichs Oberhoheit gekommen waren, schlug er eine diplomatische Laufbahn ein.
Als am 20. März 1800 die Ionischen Inseln als Republik unter osmanische Oberhoheit gestellt wurden, erhielt er den Auftrag, die Verwaltung der Inseln Kefalonia, Santa Maura und Ithaka zu ordnen, wurde sodann Senatssekretär, arbeitete mit Theotokis und Mocenigo zusammen die neue Verfassung aus und übernahm 1803 das Ministerium des Innern, dann das des Auswärtigen.
Bei der Rebellion Ali Paschas von Ioannina gegen die Hohe Pforte 1807 wurde Kapodistrias zum Oberbefehlshaber sämtlicher Milizen der Ionischen Inseln ernannt und führte einen erfolgreichen Kampf, bis ihn der Friede von Tilsit 1807, durch den die Ionischen Inseln wieder an Frankreich fielen, veranlasste, sich auf seine Güter zurückzuziehen.

## Russische Karriere
1809 erhielt er einen Ruf in das russische Außenministerium nach Sankt Petersburg. 1811 wurde er an die russische Gesandtschaft in Wien versetzt und 1812 zum Hauptquartier der russischen Donauarmee. 1813 begleitete er Zar Alexander als Chef der Kanzlei in den Krieg gegen Napoleon, gewann dessen Vertrauen und wurde in der Folge mit wichtigen diplomatischen Missionen beauftragt: noch im November 1813 als Gesandter in der Schweiz, wo er deren Beitritt zur Allianz gegen Napoleon I. erreichte und auf dem Wiener Kongress, wo er russischer Bevollmächtigter war. Dabei bewirkte er auch die Wiederherstellung der Ionischen Inselrepublik unter Großbritanniens ausschließlichem Schutz. Er unterzeichnete für Russland den Zweiten Pariser Frieden vom 20. November 1815. Angestoßen durch den russischen Zaren führte er hartnäckige Verhandlungen in enger Zusammenarbeit mit dem Genfer Charles Pictet de Rochemont, die dazu führten, dass der Schweiz die immerwährende Neutralität per Dekret gewährt wurde. 1816 wurde er zum Staatssekretär ernannt und verwaltete zusammen mit Graf Karl Robert von Nesselrode die auswärtigen Angelegenheiten Russlands, außerdem die neue Provinz Bessarabien.

## Zweite griechische Karriere

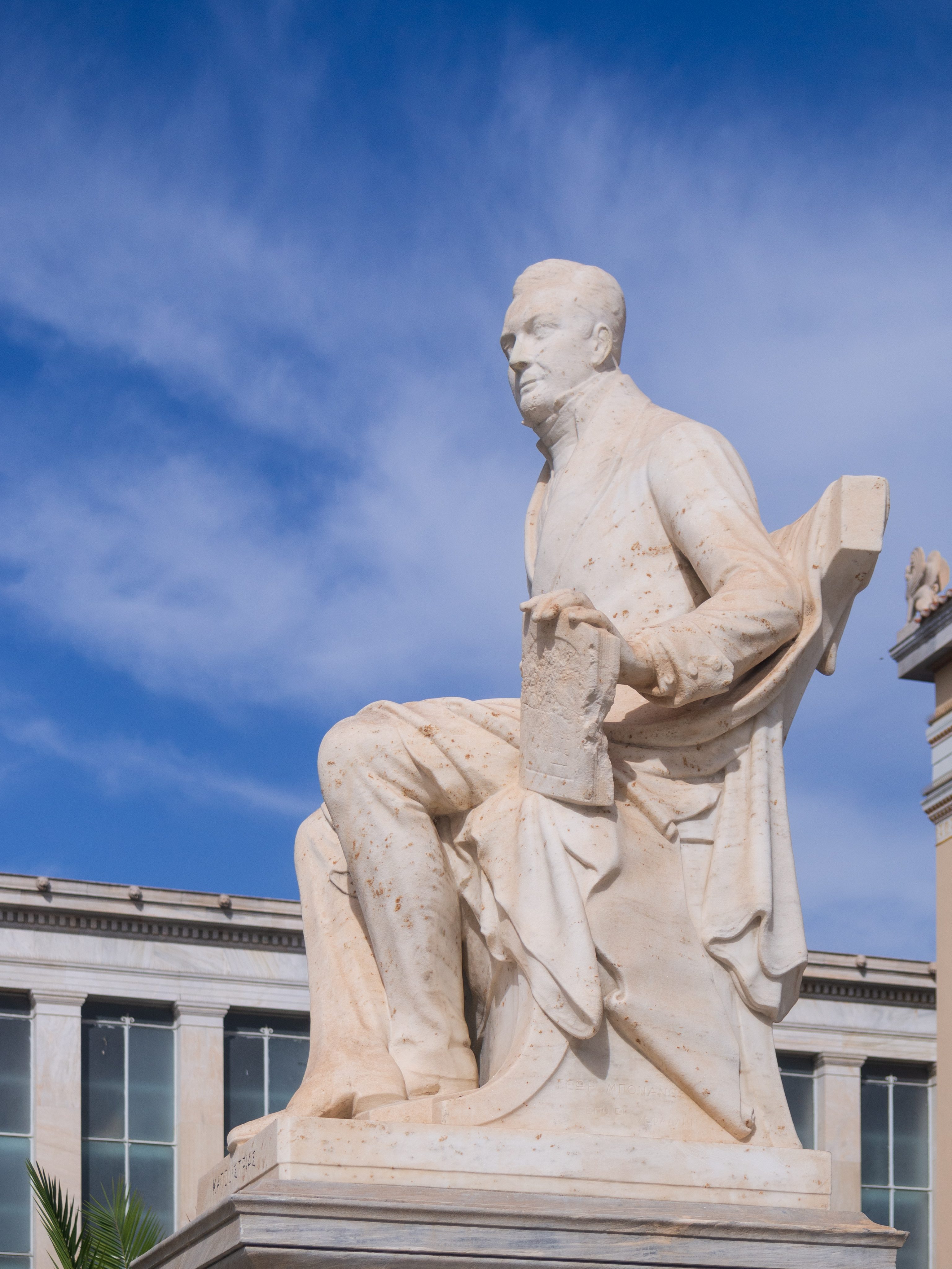
Statue von Ioannis Kapodistrias vor der Nationalen und Kapodistrias-Universität Athen (gegründet 1837)

Ab 1814 war Ioannis Kapodistrias Präsident der Hetärie der Philomusen, lehnte aber 1819 den Antrag, sich an deren Spitze zu stellen, ab. Der Guerillakrieg, den Alexander Ypsilantis für die Befreiung Griechenlands von osmanischer Herrschaft zu entfesseln suchte, wurde von Kapodistrias nicht gutgeheißen. Dabei ging er mit der offiziellen russischen Politik konform. 1822 quittierte er den russischen Staatsdienst und begab sich nach Lausanne und Genf, 1826 nach Frankreich, in die Niederlande und nach Deutschland, wo er für die Unabhängigkeit Griechenlands warb.

Kapodistrias schaut auf die alte Festung in Korfu-Stadt

Im April 1827 wurde er durch die Dritte Nationalversammlung in Troizen für sieben Jahre zum ersten Präsidenten (Κυβερνήτης, Kybernetes) Griechenlands gewählt. Da er als Außenseiter galt, betrachteten ihn die zerstrittenen Klans und Parteien als für ihre Interessen ungefährlich. Seine Versuche, das verwüstete Land zu regieren, brachten ihn schnell mit den traditionellen Kräften in Konflikt. Seine Ordnungsmaßnahmen und eine sehr zügige Reorganisation des Landes überforderten viele Griechen. Die Unabhängigkeit Griechenlands wurde vor allem durch Großbritannien garantiert. Den Interessen Großbritanniens aber stand seine russlandfreundliche Politik teilweise entgegen. Zunehmend erwarb er sich den Ruf eines „russischen Präfekten“. Unterstützt wurde er von einem russischen Geschwader unter dem  Kommando Pjotr Iwanowitsch Rikords. Von der englischen Partei wurde er heftig angefeindet. Diesen Widerständen setzte Ioannis Kapodistrias ein den Griechen völlig unbekanntes, immer strafferes autokratisches Regiment entgegen. Zudem wurde ihm vorgeworfen, seine Landsleute von den westlichen Inseln zu begünstigen und Vetternwirtschaft zu betreiben. Weiter wurde er verdächtigt, die Ablehnung der griechischen Krone durch Prinz Leopold von Coburg absichtlich herbeigeführt zu haben, um selbst König werden zu können. Auf Hydra und in der Mani brachen Aufstände aus. Als er daraufhin den Bey der Mani, Petros Mavromichalis, festnehmen ließ, wurde er vom Bruder und vom Sohn des Verhafteten, Konstantinos und Georgios Mavromichalis, am 27. Septemberjul. / 9. Oktober 1831greg. in Nafplion auf dem Weg zur Kirche St. Spyridon ermordet.
Seit 1818 war er Ehrenmitglied der Russischen Akademie der Wissenschaften in St. Petersburg und seit 1830 der Bayerischen Akademie der Wissenschaften.

## Nachwirkung

### Politische Nachwirkung

Kapodistrias auf der Rückseite der griechischen 20-Cent-Münze

Nachfolger als Präsident Griechenlands wurde kurzzeitig sein Bruder Augustinos Kapodistrias. Die durch die Ermordung von Ioannis Kapodistrias ausgelösten Machtkämpfe führten aber binnen kurzem dazu, dass die Signatarmächte der Unabhängigkeit Griechenlands (Großbritannien, Frankreich und Russland) intervenierten und mit dem Londoner Protokoll vom 7. Mai 1832 den bayerischen Prinzen Otto zum König von Griechenland bestimmten.

### Gedächtnis
- Die Nationale und Kapodistrias-Universität Athen wurde nach ihm benannt.
- In Korfu wurde ihm 1887 ein Denkmal errichtet.
- Der Flughafen von Korfu wurde nach ihm benannt.
- Kapodistrias’ Porträt ist heute auf der griechischen 20-Cent-Münze zu finden.
- In beinahe jeder griechischen Ortschaft ist eine Straße nach ihm benannt, unter anderem auch in seinem langjährigen Wohnort Ägina, dem Hauptort der gleichnamigen Insel.
- Kapodistrias ist auf der 10-Euro-Silber-Gedenkmünze anlässlich des 200-jährigen Jubiläums der Griechischen Revolution als Freiheitskämpfer der Ionischen Inseln abgebildet.[5]

## Zitate
Lulu Gräfin Thürheim, die ihn im Sommer 1817 in Karlsbad kennenlernte, beschrieb Kapodistrias so:

„Es ist dies ein bescheidener Mann, dessen Charakter und Verstand ihm jedoch die Herrschaft über alle geben, mit denen er verkehrt; sein durchdringender und schwermütiger Blick offenbart von Haus aus die Seele eines Philosophen, der über alles nachgedacht und erkannt hat, dass nichts auf dieser Welt großen Wert besitzt. Sein griechischer Akzent (er ist Korfe) verleiht seiner Aussprache etwas Fremdes und Graziöses, das mit der Ruhe seiner Bewegungen, seiner originellen Beredsamkeit und der Harmonie in seinem ganzen Wesen übereinstimmt und ihn in meinen Augen ganz anders erscheinen lässt, wie die übrigen Leute von Geist, mit denen ich bisher zusammentraf. Nichts verrät an ihm den Günstling. Capo d’Istria wäre vollkommen liebenswert, wenn er um zehn Jahre älter wäre, denn mit seinen kaum vierzig Jahren und seinem reizenden Lächeln und Augen, wie ich sie noch nie so schön gesehen habe, könnte er etwas weniger ernst und mehr jung sein.“

Bericht von Charles Pictet de Rochemont an den Genfer Grossen Rat zum Abschluss der Mission (April 1815):

«[…] von allen, die sich für unsere Erfolge interessierten, bekundete niemand sein Interesse so ausdauernd, so wohlwollend, so intelligent und so wirkungsvoll wie Graf Capo d’Istria. In den zweiundneunzig Besprechungen, die ich mit ihm hatte, war er immer sich selbst, der beste Lehrmeister, der beste Ratgeber, mit einer Geduld, die durch nichts erschüttert werden konnte, obgleich die Geschäfte der Eidgenossen ihm oftmals berechtigten Anlass zu Verdruss gegeben hätten und die grossen Verhandlungen zu Polen und Sachsen hauptsächlich ihm überlassen waren, was seine Gleichgültigkeit gegenüber den Interessen des kleinen Genf entschuldigt hätte»

Sein Genfer Sekretär und späterer Stadtpräsident von Genf Elie-Ami Bétant schrieb 1839, acht Jahre nach Kapodistrias Tod, in einer seinem Andenken gewidmete Biographie:

«Geboren in einer schwachen, geteilten Republik […], vertraut mit der leidenschaftlichen Sprache des Volkes, fand sich Capodistrias sehr gut zurecht inmitten der Auseinandersetzungen, die die Eidgenossenschaft zu jener Zeit erschütterten. Er erzielte ihre Wertschätzung, weil er nie ein doppeltes Spiel mit ihnen trieb, nie unerbittlich war und weil er sich mit den Angelegenheiten der Eidgenossen vertraut machte […]»

«Das Verhalten Capodistrias’ in der Schweiz machte ihm immer grösste Ehre. Zu Beginn brachte ihm die Mission die Feindseligkeit der verschiedenen Parteien ein, deren Interessen er verletzte; aber nach und nach wurden seine edlen Eigenschaften zunehmend geschätzt, und heute bedauern die Schweizer seinen Hinschied einhellig; sein Name wird von den Männern unterschiedlichster Anschauung gleichermassen verehrt»

## Autobiographie und Briefwechsel
- Αυτοβιογραφία Ιωάννου Καποδίστρια. Επιμέλεια Μιχαήλ Λάσκαρι. Μετάφραση Μιχαήλ Λάσκαρι. Ερμείας u. a., Athen 2000, ISBN 960-216-127-2 (In französischer Sprache: Jean Capodistria: Aperçu de ma carrière publique depuis 1798 jusqu’à 1822 (= Du Directoire à l’Empire. Band 15). La Vouivre, Paris 1999, ISBN 2-912431-08-5).
- Ελένη Ε. Κούκκου, Ευδοκία Παυλώφ-Βαλμά (Hrsg.): Ιωάννης Α. Καποδίστριας. Ανέκδοτη αλληλογραφία με τους Philippe-Emmanuel de Fellenberg, Rudolf-Abraham de Schiferli. 1814–1827. Ολκός, Athen 1999, ISBN 960-7169-95-6 (Edition des Briefwechsels von Kapodistrias mit Philipp Emanuel von Fellenberg und Rudolf Abraham von Schiferli).

## Quelle
- Polychronis Enepekides: Ρήγας – Υψηλάντης – Καποδίστριας. Έρευναι εις τα αρχεία της Αυστρίας, Γερμανίας, Ιταλίας, Γαλλίας και Ελλάδος. = Rhigas – Ypsilanti – Capodistria. Archivforschungen in Österreich, Deutschland, Italien, Frankreich und Griechenland (= Πηγαί και έρευναι περί της ιστορίας του Ελληνισμού από του 1453. = Quellen und Forschungen zur Geschichte des Griechentums seit 1453. Band 1). Βιβλιοπωλείον της Εστίας, Athen 1965.